# Bork (Selm)

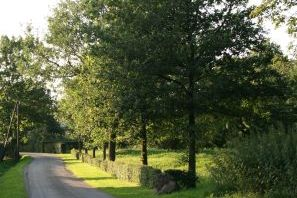
Landschaftsschutzgebiet Passbachniederung, Bereich Netteberge in Bork

Bork ist ein Ortsteil der nordrhein-westfälischen Stadt Selm im Kreis Unna.
Im Ort steht eine von zwei erhaltenen Landsynagogen Westfalens. Weiter beherbergt Bork das Landesamt für Ausbildung, Fortbildung und Personalangelegenheiten der Polizei Nordrhein-Westfalen, die ehemalige Bereitschaftspolizei.
Das Industriegebiet in der Nähe des Bahnhofs wurde in den Jahren von 1970 bis 1972 erschlossen.
Sehenswert ist die denkmalgeschützte katholische Pfarrkirche St. Stephanus.

## Geographie
Zur ehemaligen Gemeinde Bork gehörten neben dem Dorf Bork auch die Bauerschaften Altenbork und Hassel sowie der Ort Cappenberg mit der Bauerschaft Netteberge.
Nachbarorte sind – im Norden beginnend – Selm, Cappenberg, das zu Lünen gehörende Alstedde (alle zum Kreis Unna gehörend), Waltrop, Datteln (beide im Kreis Recklinghausen) und das zu Olfen im Kreis Coesfeld gehörende Vinnum.
Auf dem benachbarten Gebiet der Städte Waltrop und Datteln befinden sich die Rieselfelder. Südwestlich von Bork fließt der Fluss Lippe.

## Geschichte
Erstmals Erwähnung fand der Name Bork im 9. Jahrhundert. In Bork befinden sich drei ehemalige Adelssitze: Haus Dahl, Haus Berge (später Hof Jörden) und Haus Bork.
Das alte Wappen des Amtes Bork zeigt das mit drei Rosen ergänzte gold-rot-goldene Balkenwappen des Hochstifts Münster. Die Rosen erinnern an das Wappen der Familie vom Stein, und an deren prominenten Vertreter Heinrich Friedrich Karl vom und zum Stein, der in Cappenberg seinen Alterswohnsitz hatte.
Im Siebenjährigen Krieg fand am 28. und 29. September 1758 das Gefecht bei Bork statt.
In Bork lebte jahrelang der Baumeister Ferdinand Zangerl, (1813–1865).
Seit der Eingemeindung Borks am 1. Januar 1975 wird Cappenberg als selbständiger Ortsteil der Stadt Selm angesehen.
Die Gemeinde Bork gehörte mit ihrem „Altortsteil“ Cappenberg sowie Selm und dem ehemaligen Altlünen zum früheren Amt Bork. Die frühere Amtsverwaltung Bork wurde im Jahr 1975 zur Gemeindeverwaltung der Gemeinde Selm, die zwei Jahre später das Stadtrecht erhielt. Altlünen (mit den Ortsteilen Alstedde, Nordlünen und Wethmar) wurde 1975 nach Lünen eingemeindet.

## Einwohnerentwicklung
Gemeinde Bork
| Jahr | Einwohner |
| ---- | --------- |
| 1815 | 1565      |
| 1830 | 2041      |
| 1900 | 2592      |
| 1920 | 3612      |
| 1940 | 4203      |
| 1946 | 5081      |
| 1961 | 6542      |
| 1970 | 6776      |
| 1974 | 7175      |

Ortsteil Selm-Bork
| Jahr | Einwohner ohne Cappenberg | Einwohner mit Cappenberg |
| ---- | ------------------------- | ------------------------ |
| 1987 | 5591                      | 7460                     |
| 2013 | 7555                      | 9635                     |

## Sehenswürdigkeiten
Die denkmalgeschützte Hasseler Kapelle (Heilig-Kreuz-Kapelle).
Über der Eingangstür steht lateinisch: "Effigiem Christi cum semper honora" und "Non tamen effigiem sed quem designat adora".
Frei übersetzt: „Erweise Christus immer die Ehre“ und „Erweise sie jedoch nicht, wenn die Verehrung angeordnet ist“.
Die Übersetzung aus dem Lateinischen lautet korrekt: „Bete aber nicht das Bild an, sondern denjenigen, den es darstellt“. Es geht also nicht um irgendeine Anordnung von Verehrung.
Auf der Tafel vor der Kapelle steht geschrieben:
„1725 vom Cappenberger Probst Engelbert von Ketteler auf dem ‚Hilgenknapp‘ zu Ehren des Heiligen Kreuzes erbaut. Im Inneren ein romanisches Kruzifix von außerordentlicher Schönheit und hohem künstlerischem Wert aus dem 12. Jahrhundert (Zeit der Kreuzzüge) sowie eine Tafel mit verschiedenen Votivgaben mittelalterlicher Art.“

## Verkehr
Bork liegt an der B 236, die in Olfen beginnt und über Selm weiter nach Lünen und Dortmund führt. Am Bahnhof Bork (Westf) der Bahnstrecke Dortmund–Gronau verkehrt stündlich die Westmünsterland-Bahn (RB 51) nach Dortmund beziehungsweise Enschede.
| Linie | Verlauf | Takt                                              |
| ----- | --- | ------------------------------------------------- |
| RB 51 | Westmünsterland-Bahn: Dortmund Hbf – Dortmund-Kirchderne – Dortmund-Derne – Lünen-Preußen – Lünen Hbf – Bork (Westf) – Selm-Beifang – Selm – Lüdinghausen – Dülmen – Lette (Kr Coesfeld) – Coesfeld (Westf) – Rosendahl-Holtwick – Legden – Ahaus – Epe (Westf) – Gronau (Westf) – Glanerbrug – Enschede De Eschmarke – Enschede Stand: Fahrplanwechsel Dezember 2023 | 60 min 20/40 min (Dortmund–Lünen, nicht sonntags) |

## Sport
Der örtliche Sportverein ist der Polizeisportverein Bork (PSV Bork). Angeboten werden zum Beispiel Fußball, Badminton, Handball, Judo, Schwimmen und viele andere Sportarten.
Der PBC Bork 73 spielte mehrere Jahre in der 1. Poolbillard-Bundesliga.

## Trivia
Bork hatte bis Ende 1974 die Postleitzahl 4711 (Kölner Duftwasser). Hier wurde der Schauspieler und Theaterleiter Ludger Schnieder geboren.

## Töchter und Söhne
- Kurt Poll (* 1930), Geologe, Professor für Allgemeine und Angewandte Geologe an der Universität Münster. ab 1981 Direktor des Geologisch-Paläontologischen Instituts, Ehemann von Roswitha Poll.[9]